# مجمع هنرمندان اونینگبو

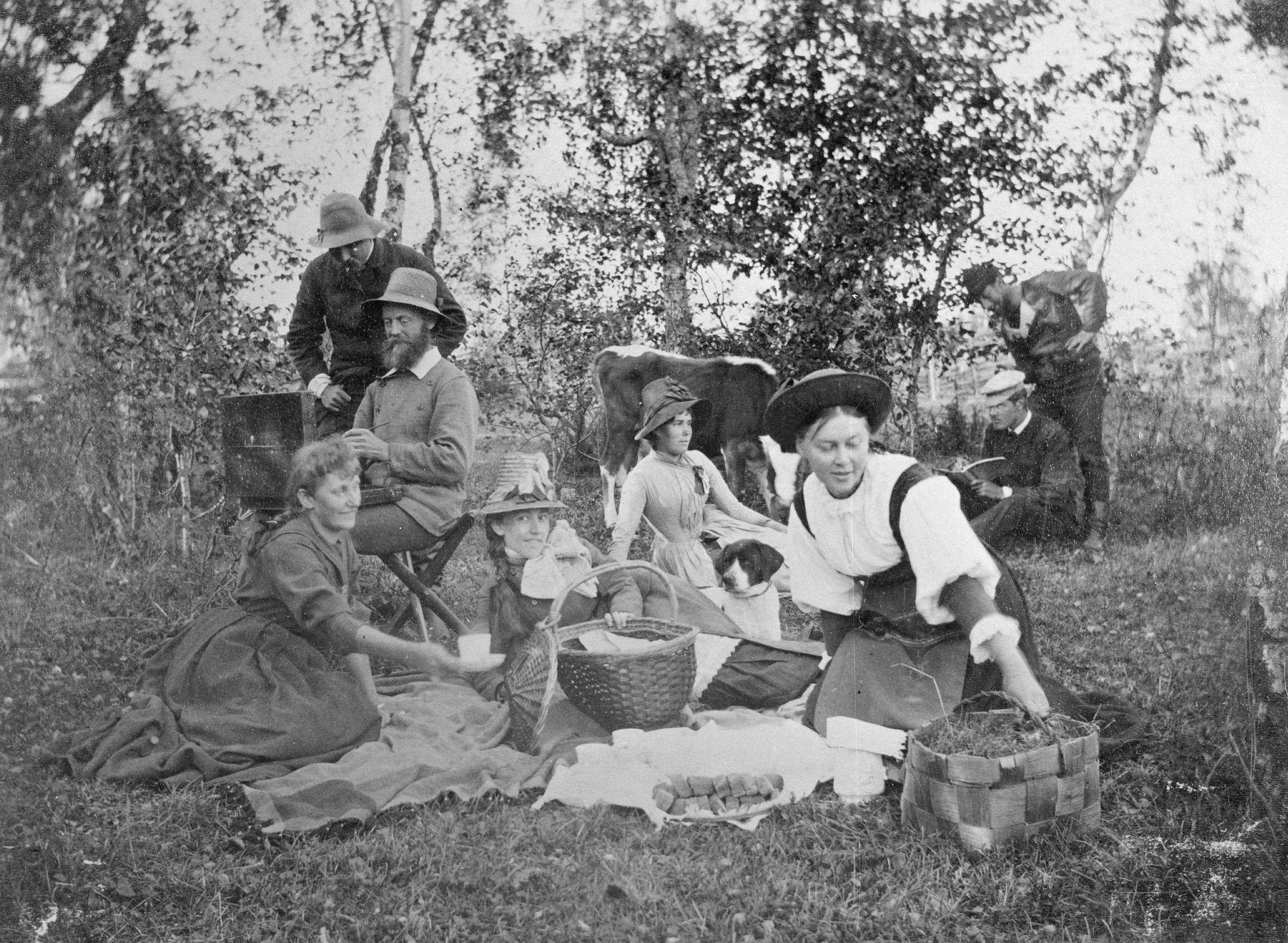
هنرمندان در اونینگبو در سال ۱۸۸۶. در جلو از چپ: هانا رونبری، هیلما وسترهولم، الین دانیلسون-گامبوگی و نینا آلستد. پشت سر آنها روی صندلی فردریک آلستد نشسته و ویکتور وسترهولم کنار او ایستاده‌است.

مجمع هنرمندان اونینگبو (سوئدی: Önningebykolonin) در سال ۱۸۸۶ توسط ویکتور وسترهولم، نقاش منظره فنلاندی، که یک خانه تابستانی در روستای اونینگبو در جزایر الند در دریای بالتیک در تملک داشت، تأسیس شد. هر تابستان این مکان، هنرمندان فنلاندی و سوئدی را گرد هم می‌آورد تا به‌جای کار در استودیوهای خود، مناظر نقاشی فضای باز را تحربه کنند. بسیاری از هنرمندان شرکت‌کننده زن بودند.

## زمینه
در دهه ۱۸۷۰، هنرمندان اروپایی به نقاشی در فضای باز علاقه پیدا کردند. رویکردهای رسمی به نقاشی منظره جای خود را به تصویرسازی‌های واقع گرایانه یا طبیعت گرایانه تر داد که اغلب اثرات تغییر نور را منعکس می‌کرد. در سرتاسر اروپا، هنرمندان هر تابستان در دهکده‌هایی جمع می‌شدند که می‌توانستند در محیطی دلپذیر با هم کار کنند. هنرمندانی از سراسر اسکاندیناوی از اوایل دهه ۱۸۸۰ بیش از همه در اسکاگن در شمال دانمارک یکدیگر را ملاقات کردند و گروهی تشکیل دادند که به نقاشان اسکاگن معروف شدند.
در اواسط دهه ۱۸۸۰، ویکتور وسترهولم، نقاش امپرسیونیست فنلاندی از تورکو، خانه تابستانی کوچکی در روستای اونینگبو در شمال شرقی ماریهامن خریداری کرد. از سال ۱۸۸۶، او از دوستان هنرمند خود دعوت کرد تا هر تابستان به او بپیوندند تا در هوای آزاد نقاشی کنند. آثار آنها شامل مناظر دریایی و صحنه‌های روستا و همچنین پرتره‌های ساکنان محلی بود

## شرکت کنندگان
بسیاری از هنرمندانی که در اونینگبو نقاشی کردند زن بودند. اولین گروه هنرمندانی که به وسترهولم پیوستند عبارت بودند از فردریک آهلستد و همسرش نینا، الکساندر فدرلی، هانا رونبری و الین دانیلسون-گامبوگی که همگی فنلاندی بودند.
یکی از مهم‌ترین اعضای گروه هانا رونبری بود. او برای اولین بار در سال ۱۸۸۶ بازدید کرد و سال به سال بازگشت. او هم نویسنده و هم نقاش بود و با گنجاندن آن در نوشته‌های داستانی و غیرداستانی خود به موفقیت این مجمع کمک کرد. نقاشی‌های او اغلب شامل افراد می‌شد، بهترین آثار او در حدود سال ۱۸۹۰ ظاهر شدند و برخی از آنها در نمایشگاه‌ها به موفقیت دست یافتند.

## موزه

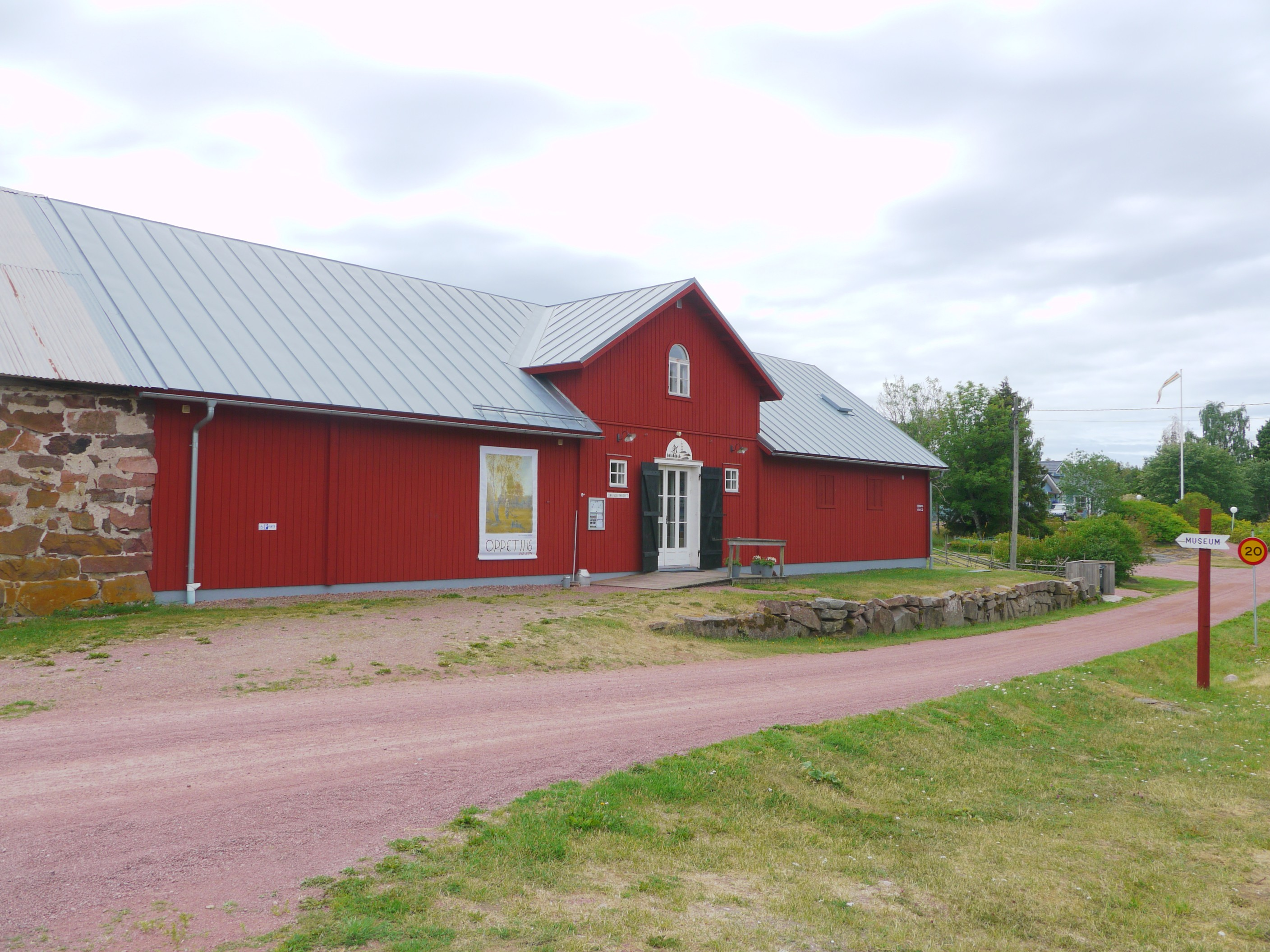
موزه اونینگبو

در طول سال‌ها، هنرمندان در مزرعه‌های بزرگ اونینگبو اسکان داده شدند. یکی از آنها، مزرعه جونزاس، به موزه تبدیل شد که در سال ۱۹۹۲ افتتاح شد و در سال ۱۹۹۹ گسترش یافت. در این نمایشگاه نقاشی‌های تعدادی از کسانی که در مجمع هنرمندان جمع شده بودند به نمایش گذاشته می‌شود.

## نگارخانه

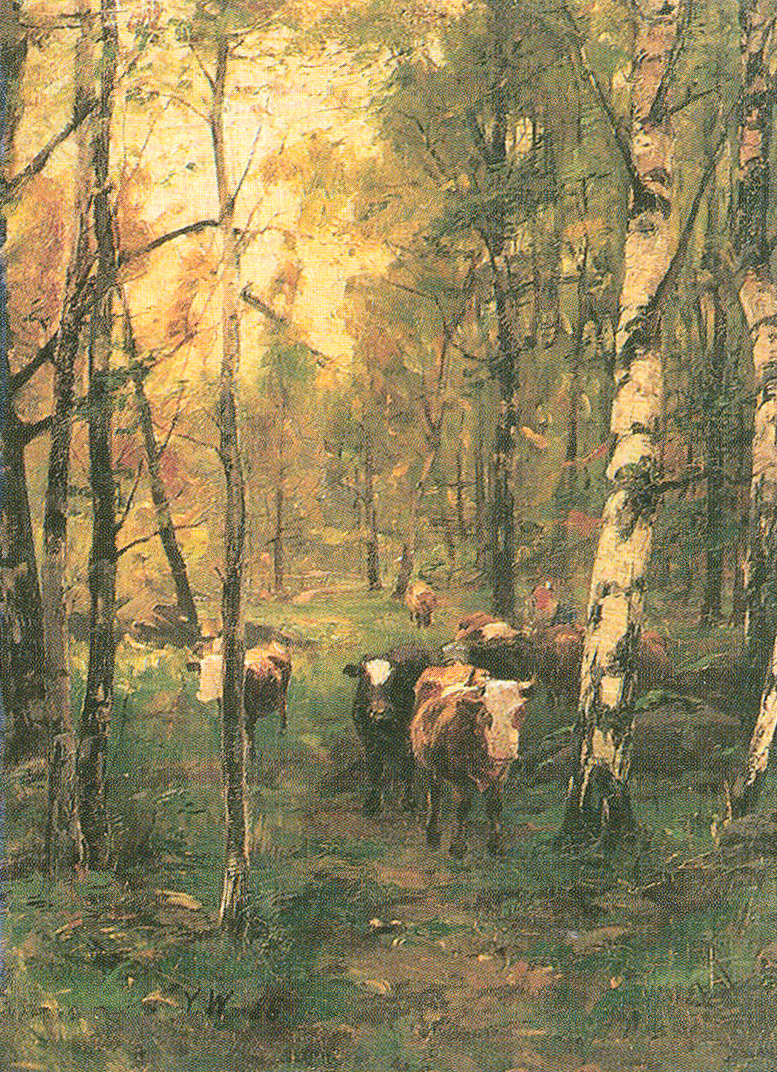
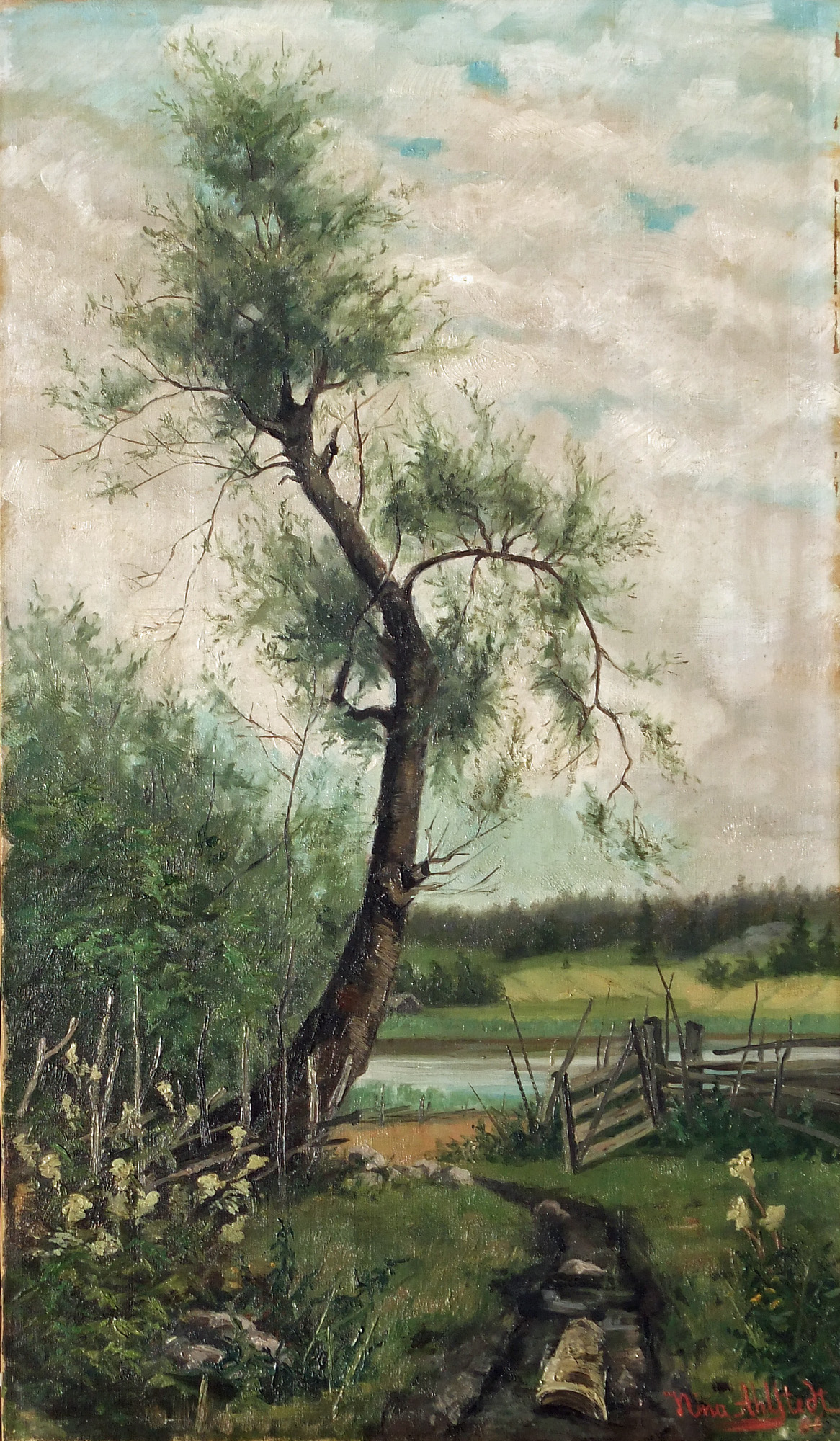
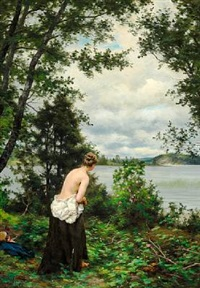
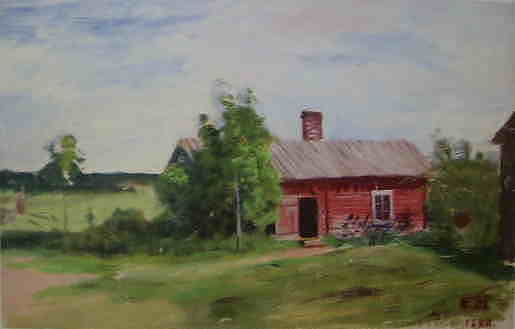
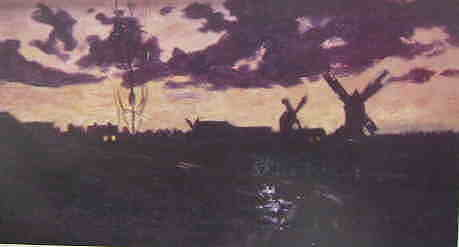
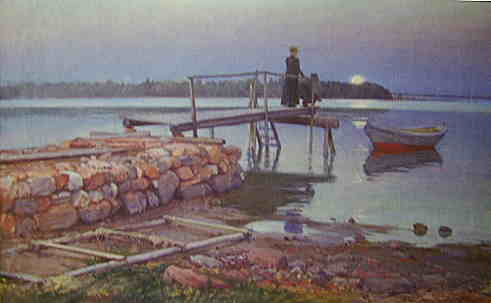
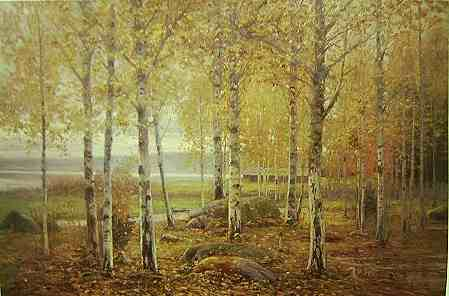
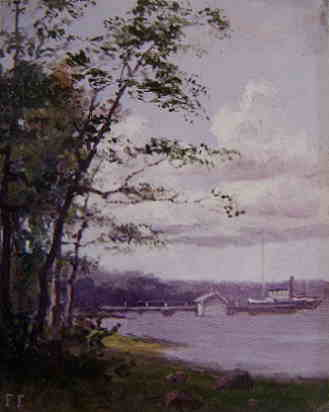
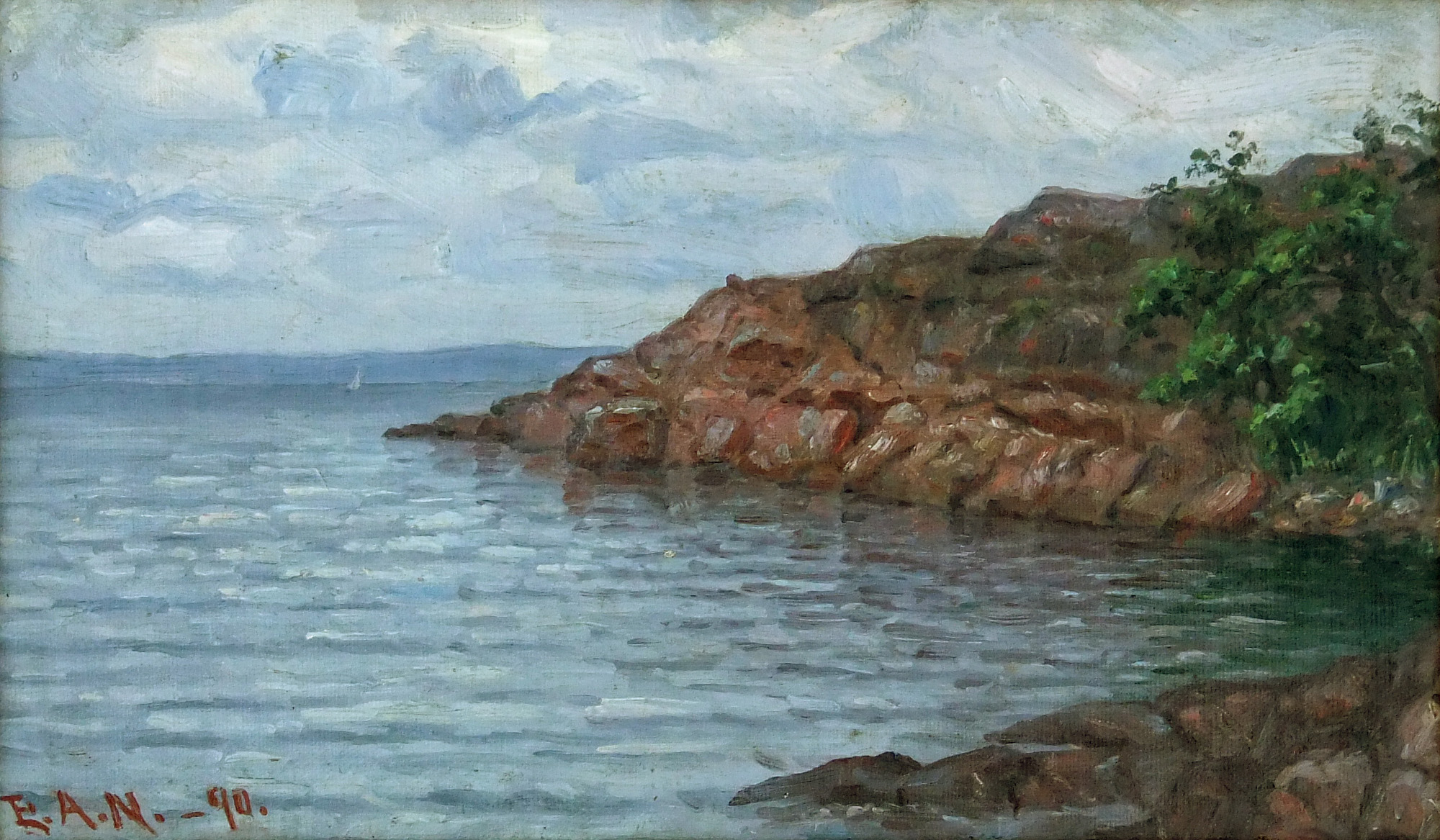
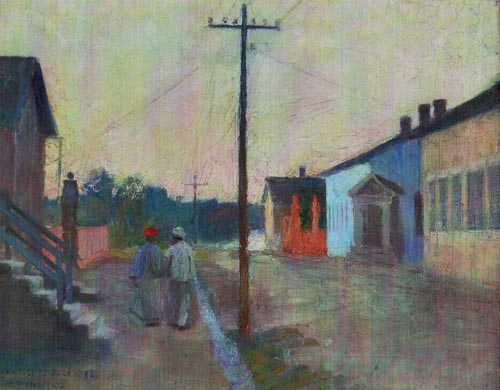
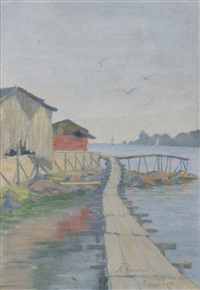
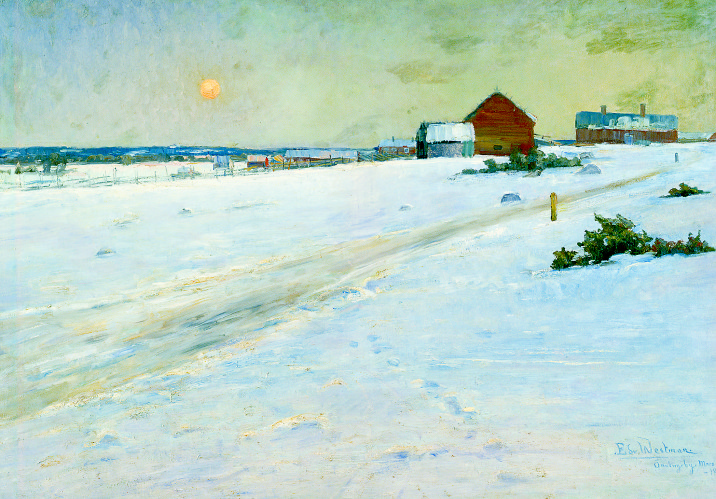
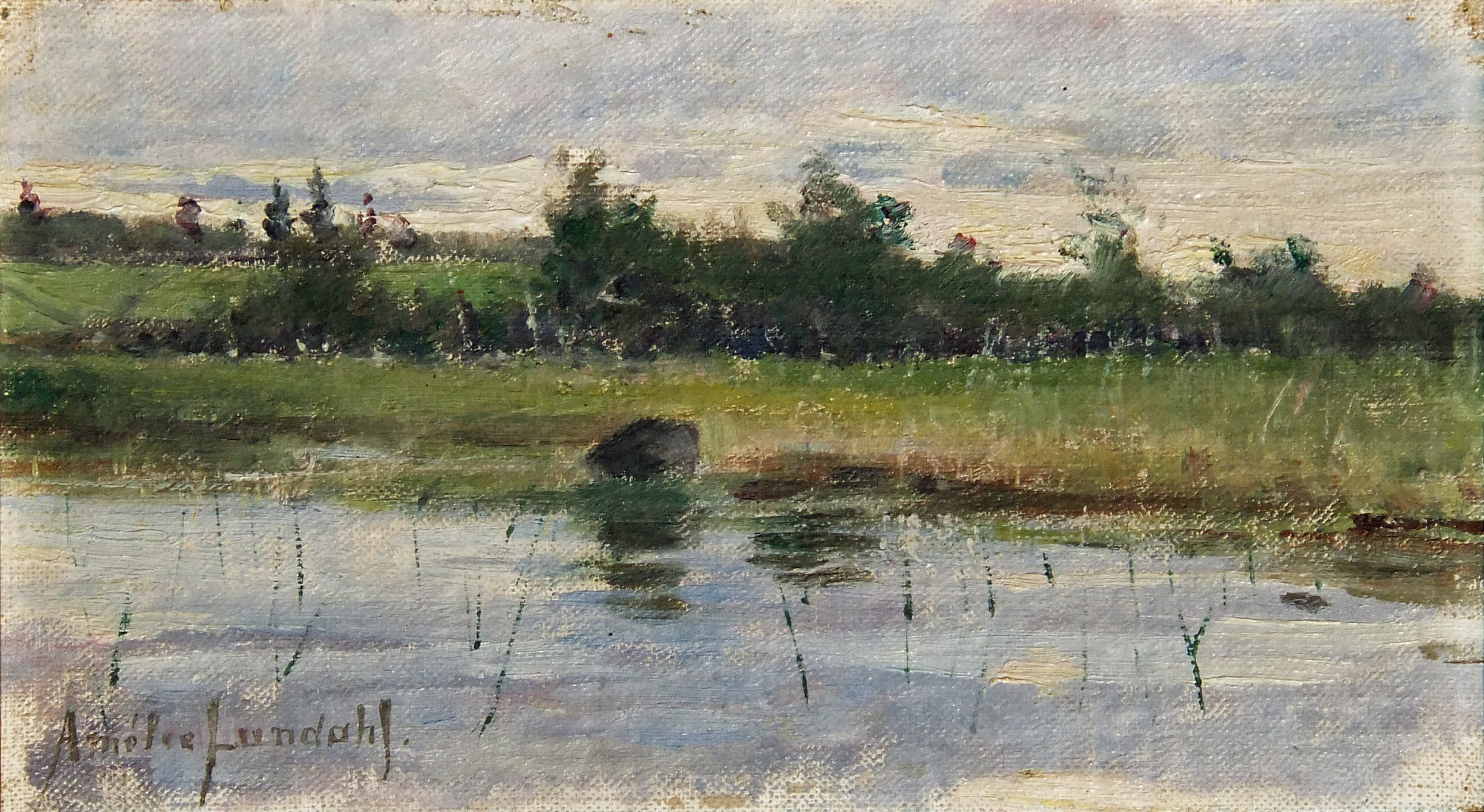
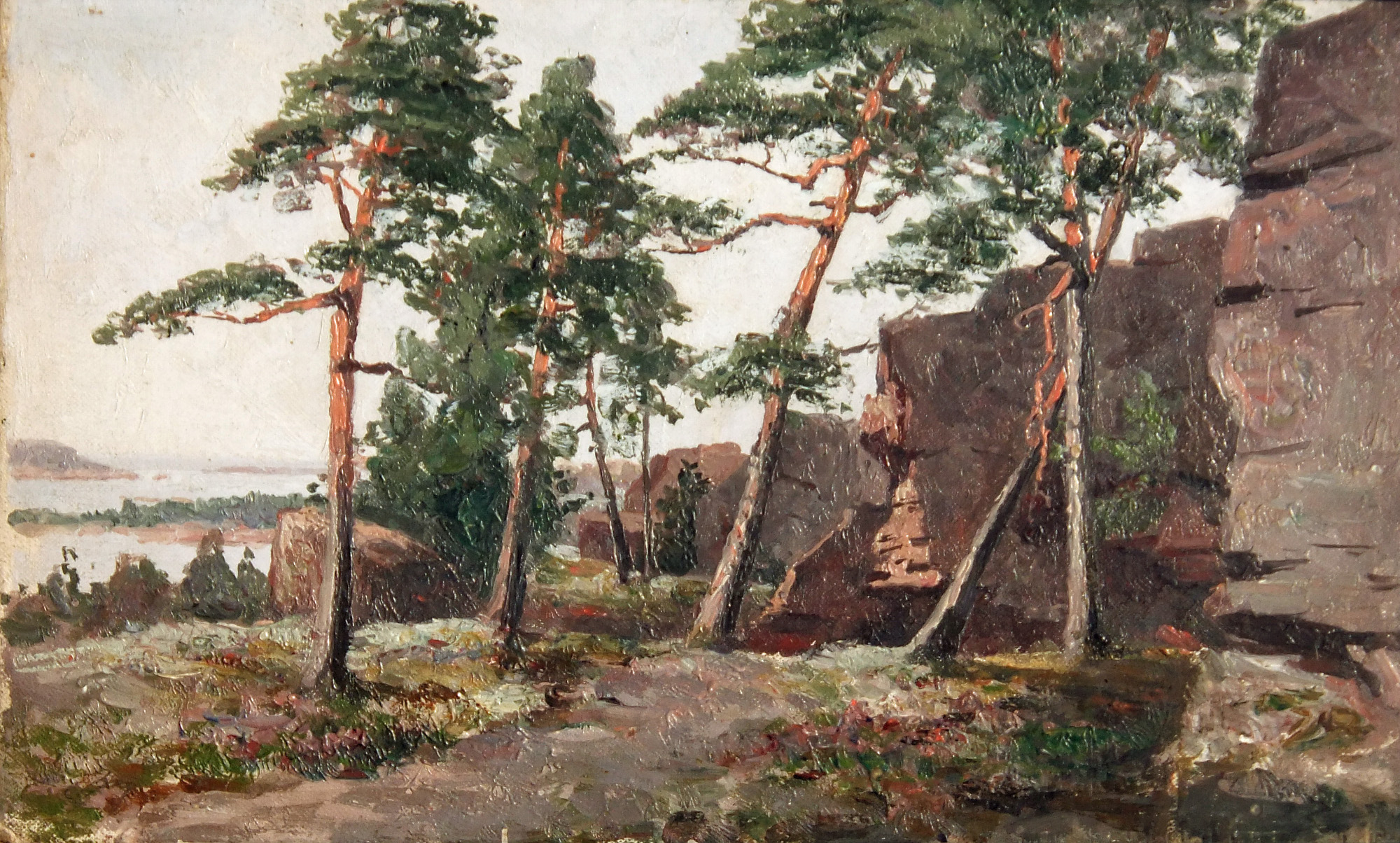